# L'isola disabitata (Bonno)
L'isola disabitata è un'opera seria (ovvero dramma in musica, come indicato nel manoscritto) di Giuseppe Bonno su libretto originale di Pietro Metastasio.

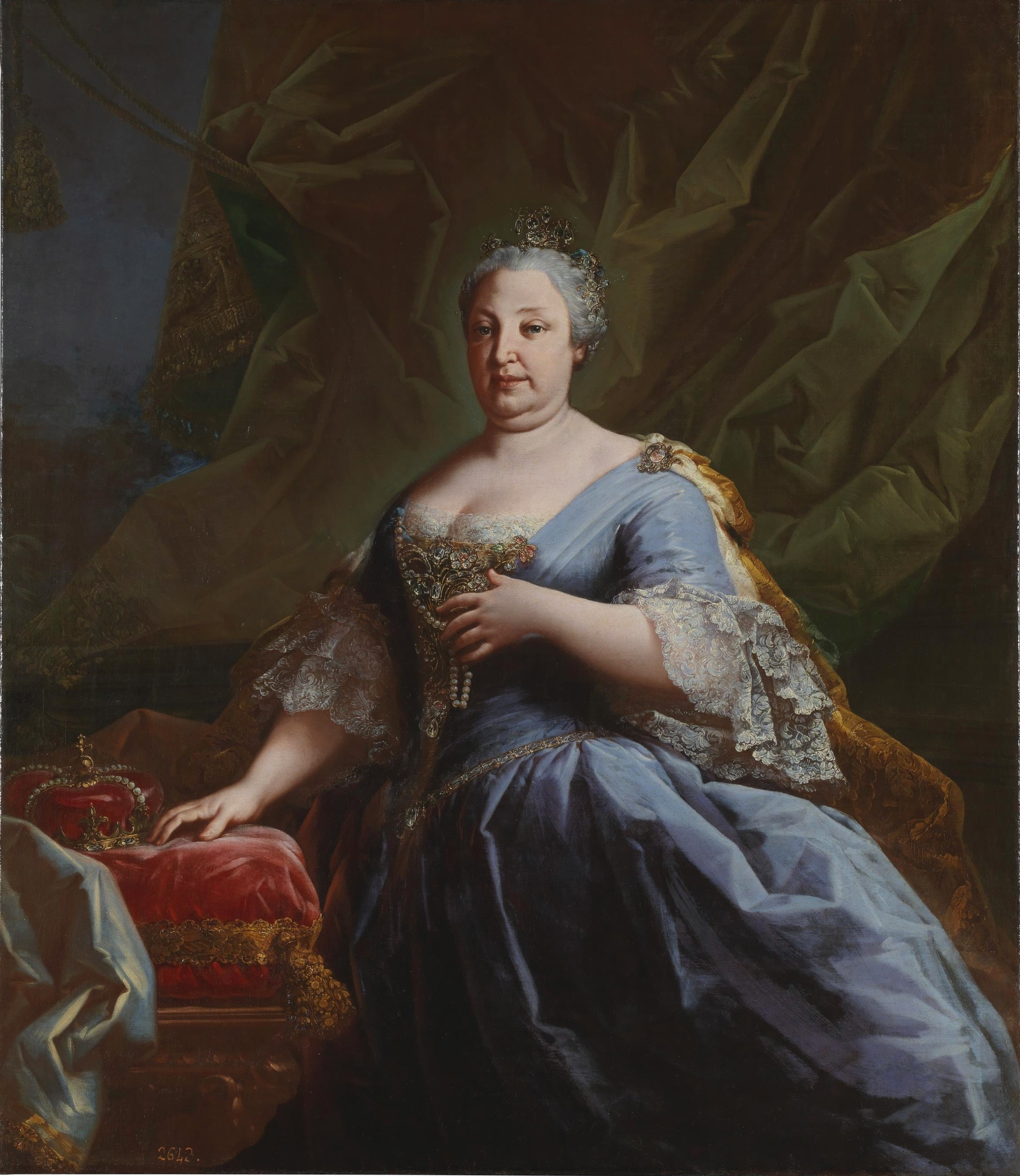
Regina Barbara di Braganza, ritratto.

L'opera venne commissionata dalla regina di Spagna Barbara di Braganza per festeggiare l’onomastico del consorte Ferdinando VI. La regina affidò l’incarico al celebre Farinelli, che da oltre 20 anni presiedeva alle attività musicali della corte spagnola. Questi si rivolse al suo altrettanto celebre amico, il poeta cesareo Pietro Metastasio, chiedendogli la stesura di un libretto originale. Oltre a questo, Metastasio ebbe l’incarico di trovare un compositore per la stesura della partitura; il prescelto fu l’anziano Nicola Porpora, di cui però il poeta dubitava fosse esaurito l’estro creativo . Il 15 marzo 1753 il libretto era terminato, ma nel frattempo Porpora si era seriamente ammalato; disperando di riuscire a terminare in tempo l'opera commissionatagli, Metastasio ebbe un'idea: …mandai a chiamare il signor Giuseppe Bonno, compositore di camera di Sua Maestà imperiale, uomo educato in Napoli a spese dell'imperatore Carlo VI nel tempo dell'abbondanza de' buoni professori e dell'ottimo gusto della vera musica,  dotato dalla natura di quella grazia che non nasce dalla stravaganza: e l’unico insomma fra quelli che sono in questo paese, dal quale io possa ragionevolmente sperare qualche cosa di onesto. . 

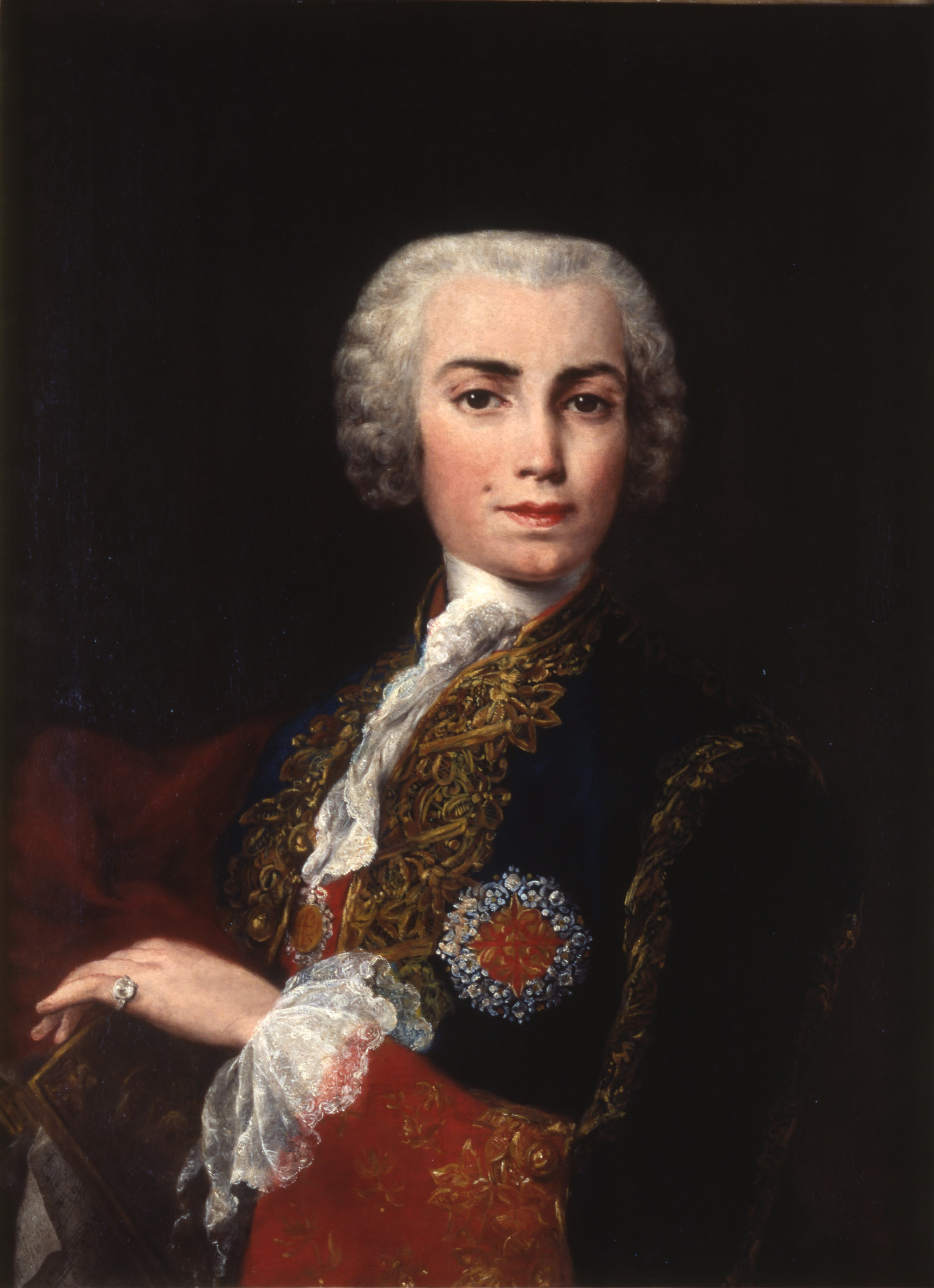
Farinelli, ritratto.

Bonno dovette lavorare alacremente alla commissione, vista l’imminenza della ricorrenza; in poco più di un mese terminò la composizione: l’intera opera venne terminata e spedita in gran fretta il 7 aprile, con una lettera di Metastasio che dava suggerimenti anche sui cantanti da utilizzare (suggerimenti che Farinelli accolse in toto) 
La prima avvenne il 30 maggio 1753 nel Palazzo Reale (Aranjuez), e fu un successo clamoroso, almeno secondo il Metastasio, che in ringraziamento degli elogi ricevuti dalla corte spagnola scriveva al Farinelli s’io fossi stato profeta, come tanto quanto io son poeta, presago delle felici vicende della mia povera Isoletta, non già il nome di disabitata ma quello di fortunata le avrei con più ragione attribuito. Il poeta anche 15 anni dopo la riteneva il suo più grande successo. 
La corte viennese richiese a Bonno di replicare l’opera a Vienna, cosa che avvenne nel 1754.

## Personaggi e primi interpreti
| ruolo    | tipologia vocale   | cast della prima, 30 maggio 1753 (direzione: Farinelli) |
| -------- | ------------------ | ------------------------------------------------------- |
| Costanza | soprano            | Regina Mingotti                                         |
| Silvia   | soprano            | Teresa Castellini                                       |
| Gernando | tenore             | Domenico de' Panzacchi                                  |
| Enrico   | contralto castrato | Emanuele Cornaggia, detto "Cornacchini"                 |

## Trama
Con l’aiuto di una vecchia spada dalla lama spuntata, Costanza sta per terminare un’iscrizione incisa sulla roccia all’ingresso della caverna dove vive: Dal traditor Gernando / Costanza abbandonata i giorni suoi / in questo terminò lido straniero. / Amico passeggiero / se una tigre non sei / o vendica o compiangi…. Entra Silvia, sua sorella minore, chiedendo il perché della sua infelicità, pur trovandosi su di un’isola così bella e lontane dagli uomini, che le ha sempre descritto come crudeli e traditori; la sorella da sfogo alla propria disperazione, non riuscendosi a capacitare di essere stata abbandonata 13 anni prima da colui che amava tanto (Se non piange un’infelice), ed esce di scena. Silvia nota una nave all’orizzonte, domandandosi quale strano animale sia (non avendone mai vista una prima), che nuota e vola sull’acqua al contempo; vedendo sbarcare due persone, si nasconde. I due appena sbarcati sono Gernando ed Enrico. Gernando spiega all’amico le proprie vicissitudini: 13 anni prima, in viaggio con la moglie Costanza e la di lei sorella ancora in fasce, mentre navigavano alla volta delle Antille, fecero naufragio ed approdarono proprio su quell’isola. Ma dopo pochi giorni, mentre girava da solo, venne fatto prigioniero da dei pirati senza poter abbracciare o rivedere la sua amata. Liberatosi dopo tutti quegli anni, il suo primo pensiero fu di armare una nave per correre a ritrovare la sua Costanza; Enrico gli promette amicizia eterna e tutto il suo aiuto, come ringraziamento per averlo aiutato a scappare a sua volta dai pirati (Benché di senso privo). I due si dividono per iniziare le ricerche. Silvia – che non ha potuto sentire nulla a causa della distanza dai due – ha potuto però notare che Enrico non è un uomo, in quanto bello e dall’espressione buona e gentile: si meraviglia inoltre di un nuovo sentimento che le nasce dentro, un misto di timore e felicità assoluta (Fra un dolce deliro).
Gernando scopre l’iscrizione di Costanza, credendo che il fatto che non sia finita sia dovuto alla morte dell’amata; sopraggiunge Enrico, a cui Gernando dichiara che intende terminare i suoi giorni sull’isola, dove la sua Costanza è morta (Non turbar quand’io mi lagno), ed esce di scena. Enrico istruisce due marinai per prendere di forza Gernando e portarlo sulla nave, ma in quel mentre giunge Silvia che si imbatte nell’uomo, meravigliandosi di come la descrizione che le ha fatto la sorella degli uomini sia così diversa dalla realtà; Enrico riesce a vincere le titubanze della fanciulla (Se in ogni petto)ed assieme vanno a cercare l’amico e la sorella, non prima che Silvia abbia dato un nome al sentimento che prova per Enrico (Non so dir se pena sia).
Entra in scena Costanza: la tristezza la opprime (Ah che invan per me pietoso). Ma ecco che arriva Gernando: al vederlo, Costanza sviene; Gernando allora corre a prendere un po' d’acqua fresca per farla riprendere: arriva però Enrico che la risveglia, e le spiega cosa avvenne a Gernando 13 anni prima. Arriva quindi anche Silvia, che spiega di aver liberato Gernando dai due marinai, che lo avevano preso come da ordini ricevuti da Enrico. Arriva quindi Gernando: si ricongiunge alla sua amata Costanza, mentre Enrico si promette a Silvia. I quattro esprimono quindi la loro gioia (Allor che il ciel s’imbruna).

## Struttura dell'opera
- 1 Ouverture

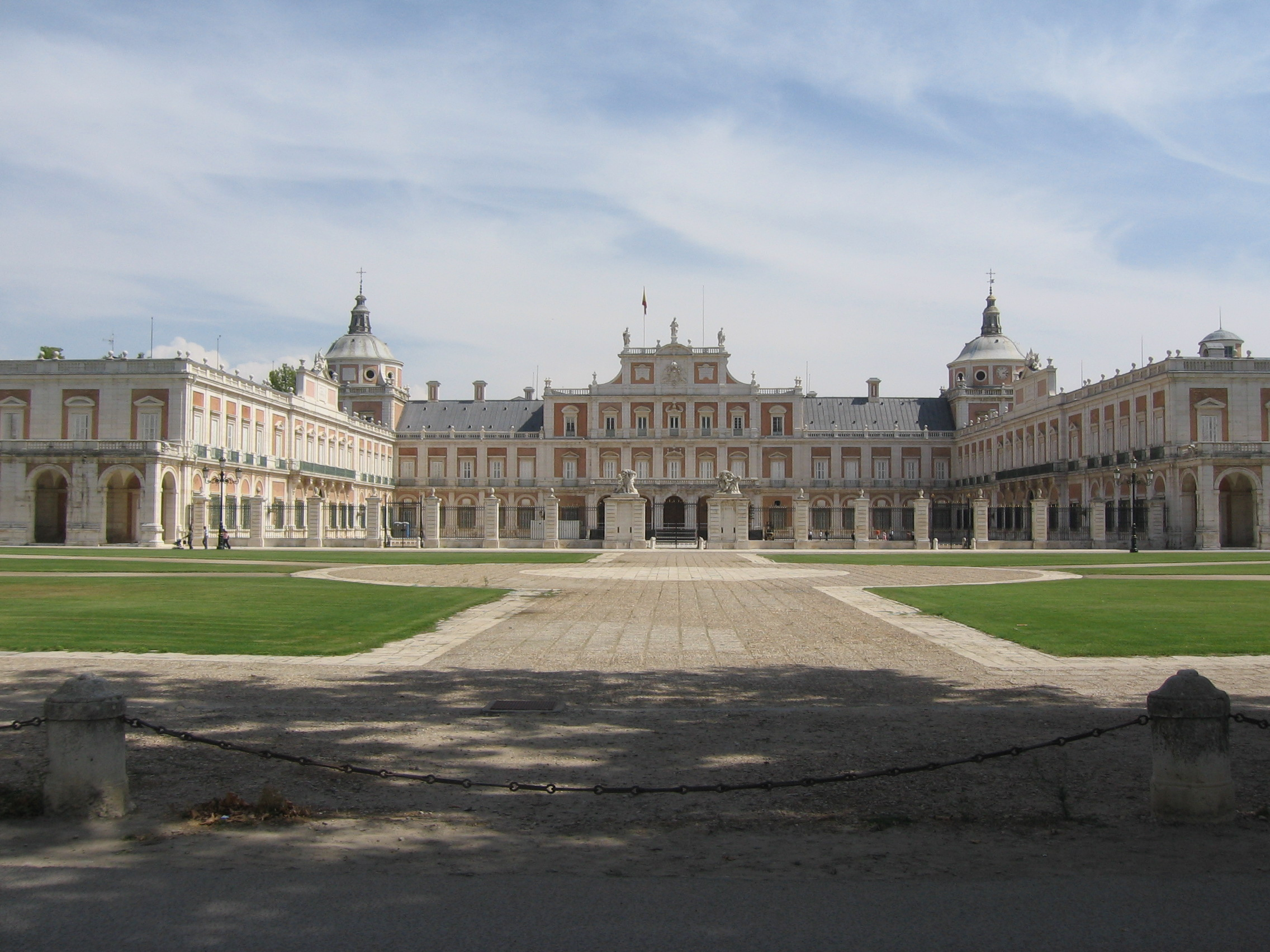
Palazzo reale di Aranjuez, dove si tenne la prima dell’opera

- 2 Recitativo Qual contrasto non vince
- 3 Aria Se non piange un’infelice (Costanza)
- 4 Recitativo Che ostinato dolor!
- 5 Aria Benché di senso privo (Enrico)
- 6 Recitativo Che fu mai quel ch’io vidi!
- 7 Aria Fra un dolce deliro (Silvia)
- 8 Recitativo Ah presaga fu l’alma
- 9 Aria Non turbar quand’io mi lagno (Gernando)
- 10 Recitativo Non s’irriti fra primi
- 11 Aria Se in ogni petto (Enrico)
- 12 Recitativo Che mai m’avvenne
- 13 Aria Non so dir se pena sia (Silvia)
- 14 Aria Ah che invan per me pietoso (Costanza)
- 15 Recitativo Giacché da me lontana
- 16 Finale Allor che il ciel s’imbruna (Tutti)

## Incisioni discografiche
| Anno | Cast (Costanza, Silvia, Gernando, Enrico)             | Direttore          | Etichetta               |
| ---- | ----------------------------------------------------- | ------------------ | ----------------------- |
| 2009 | Klara Ek, Ruby Hughes, Jordi Domenech, Maria Hinojosa | Pablo Heras-Casado | Musica Antigua Aranjuez |